# Fairey Aviation Company
Fairey Aviation Company var en brittisk flygplanstillverkare.
Fairey Aviation Company grundades 1915 av Charles Richard Fairey och Ernest Oscar Tips efter att de lämnat Short Brothers. Till en början tillverkade man Sopwith Baby åt Sopwith Aviation Company. Deras första egna konstruktion var sjöflygplanet Fairey Campania som lanserades 1917. I början av 1920-talet köpte Fairey upp Sylvanus Albert Reeds patent och började tillverka flygplanspropellrar. År 1943 blev Richard Fairey adlad för sina insatser inom flyg- och krigsindustrin. Året efter drabbades bolaget av ett svårt bakslag när deras tillgångar vid Great West Aerodrome exproprierades av brittiska staten för att rivas och ge plats åt den nya flygplatsen Heathrow International Airport. Det dröjde ända till 1964 innan Fairey Aviation fick sin ersättning på 1,6 miljoner pund.
Under andra världskriget tillverkade Fairey flera flygplansmodeller som var viktiga för Storbritanniens krigsinsats, bland annat Fairey Swordfish, Fairey Fulmar och Fairey Barracuda. Dessutom var man underleverantör åt Bristol Aeroplane Company och Handley Page. Efter kriget fortsatte man att tillverka Fairey Firefly och Fairey Gannet samtidigt som man tillverkade Vampire och Venom åt de Havilland. Man började även tillverka helikoptern Fairey Rotodyne. I mars 1959 omvandlades Fairey till en konsern där Fairey Company Ltd. var holdingbolag åt Fairey Aviation Company och Fairey Engineering Ltd. Året efter köptes Fairey Aviation Company upp av Westland Aircraft som ungefär samtidigt också köpte upp Saunders-Roe. Robottillverkningen sköttes av Fairey Engineering och ingick inte i köpet. Robotavdelningen gick i stället upp i British Aircraft Corporation år 1966. År 1977 gick Fairey Company, som vid det laget hade ett dussintal dotterbolag i olika branscher, i konkurs. 

## Flygplan

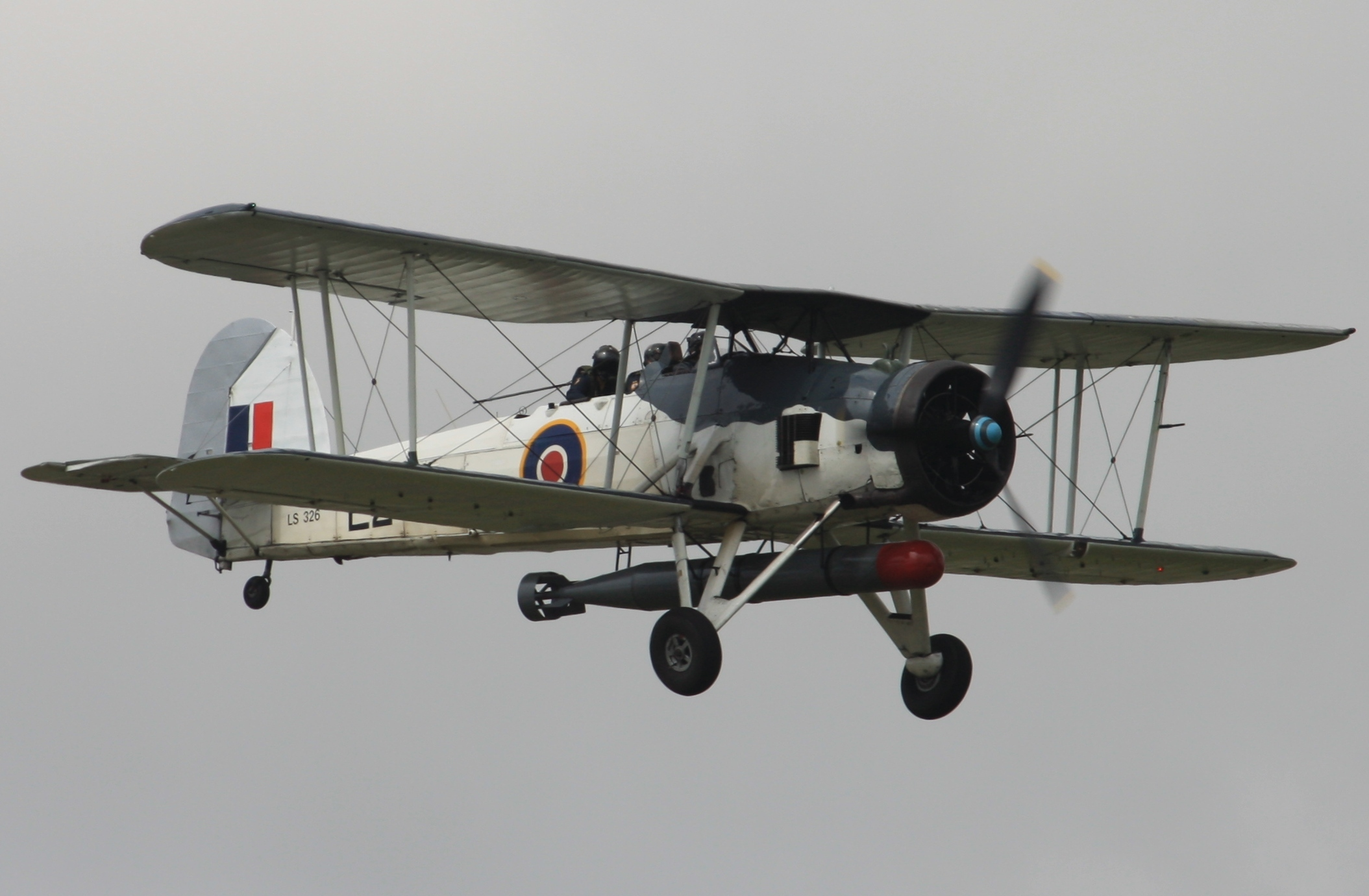
Fairey Swordfish.

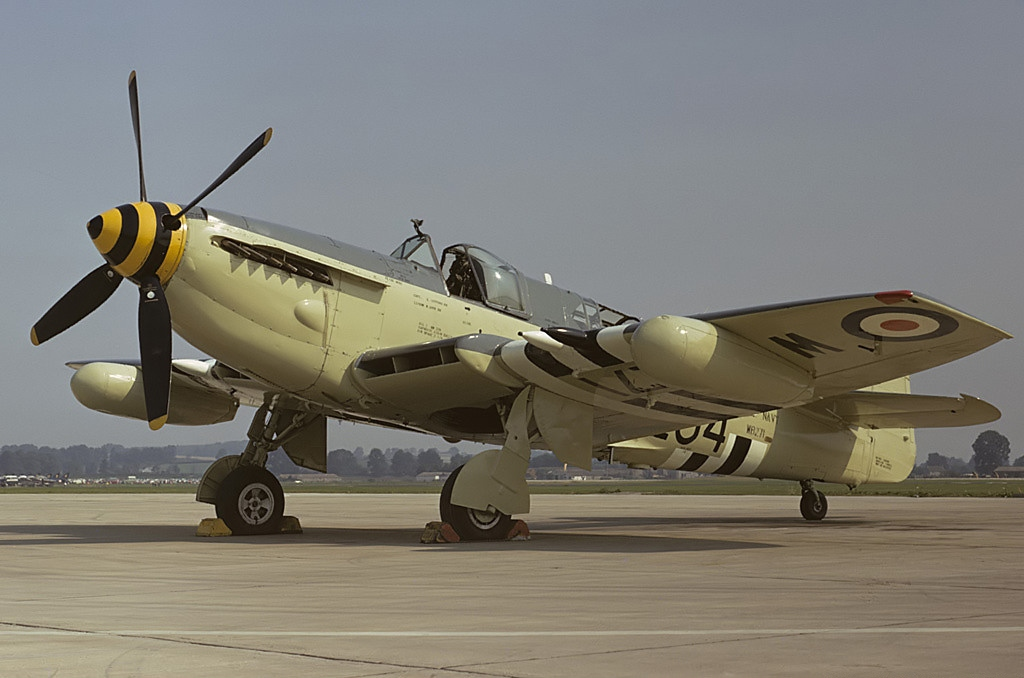
Fairey Firefly.

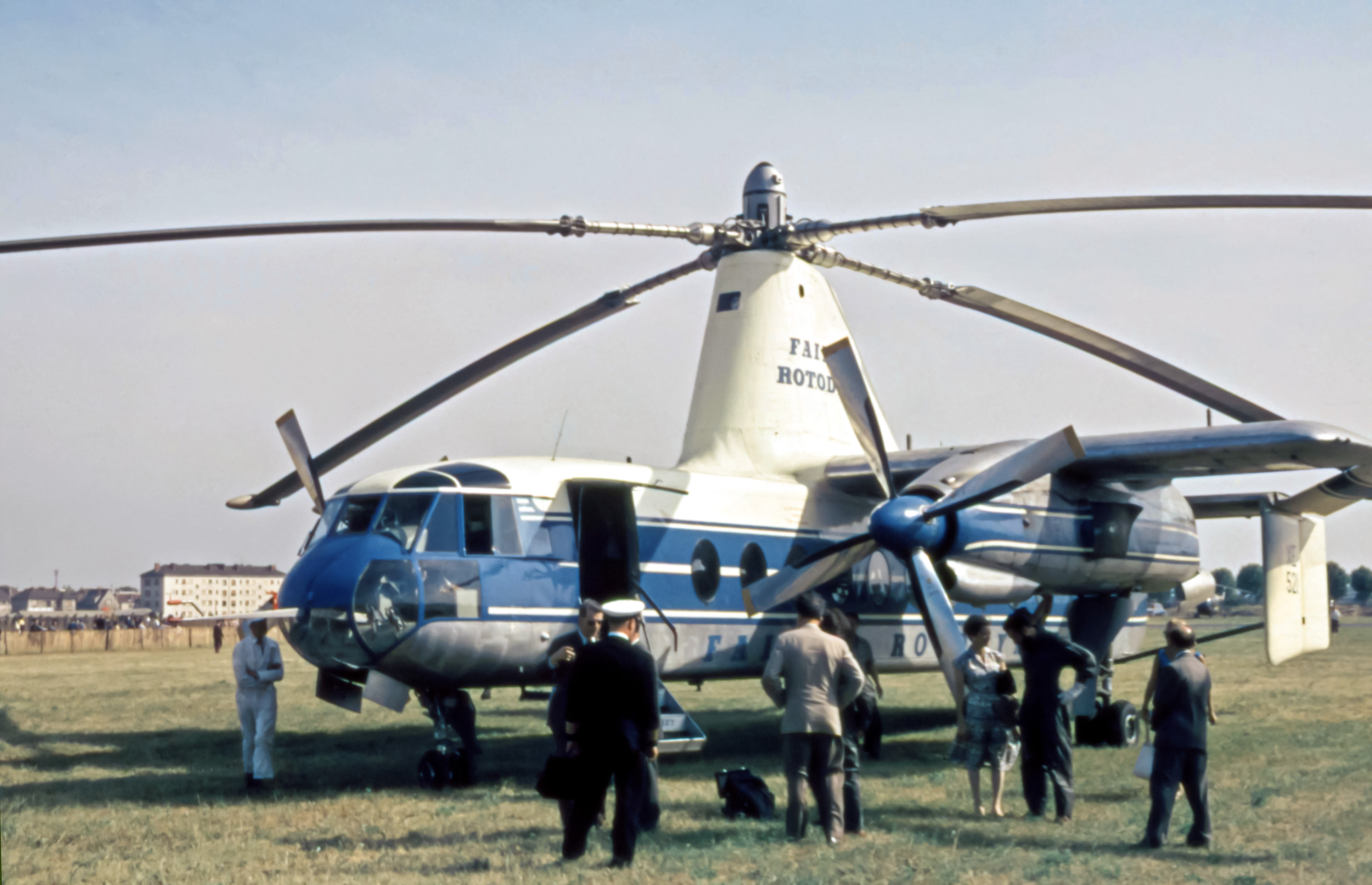
Fairey Rotodyne.

- Fairey Campania, 1917
- Fairey III, 1917
- Fairey N.9, 1917
- Fairey Pintail, 1920
- Fairey Flycatcher, 1922
- Fairey N.4, 1923
- Fairey Fawn, 1923
- Fairey Firefly I, 1925
- Fairey Fremantle, 1925
- Fairey Ferret, 1925
- Fairey Fox, 1925
- Fairey Long-range Monoplane, 1928
- Fairey Firefly II, 1929
- Fairey Fleetwing, 1929
- Fairey Seal, 1930
- Fairey Gordon, 1931
- Fairey Swordfish, 1934
- Fairey Fantôme, 1935
- Fairey Hendon, 1935
- Fairey Battle, 1936
- Fairey Seafox, 1936
- Fairey Fulmar, 1940
- Fairey Albacore, 1938
- Fairey Barracuda, 1940
- Fairey Firefly, 1941
- Fairey Spearfish, 1945
- Fairey Gyrodyne, 1947
- Fairey Jet Gyrodyne, 1954
- Fairey Primer, 1948
- Fairey Gannet, 1949
- Fairey Delta 2, 1954
- Fairey Rotodyne, 1957